# Erasmus Darwin

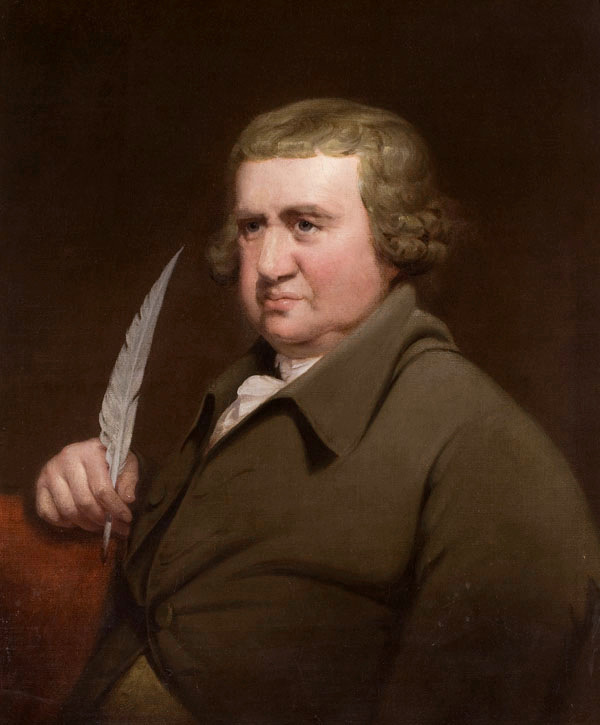
Erasmus Darwin op 61-jarige leeftijd

Erasmus Darwin (Elston Hall (Nottinghamshire), 12 december 1731 - Breadsall, 18 april 1802), was de grootvader van Charles Darwin. Erasmus Darwin gaf de eerste theoretische aanzetten voor de latere evolutietheorie van Charles Darwin. Hij was medeoprichter van de Lunar Society.
Hij was op vele wetenschappelijke gebieden actief, zo was hij arts, natuurkundige, weerkundige, botanicus, filosoof, dichter en uitvinder. Hij ontwierp een besturingssysteem voor koetsen, een horizontale windmolen, een scheepslift en voorlopers van de fotokopieermachine en de grammofoon.
Darwin studeerde aan het St John's College van de Universiteit van Cambridge.

## Geschriften

### Botanische werken
Darwin richtte de Lichfield Botanical Society op om het werk van de Zweedse natuuronderzoeker Carl Linnaeus van het Latijn naar het Engels te vertalen. Dit project nam zeven jaar in beslag. Het resultaat waren twee publicaties: A System of Vegetables tussen 1783 en 1785 en The Families of Plants in 1787. In deze publicaties bedacht Darwin veel van de Engelse namen voor planten die in de 21e eeuw nog steeds worden gebruikt.
Daarna schreef Darwin The Loves of the Plants, een lang gedicht dat een populaire weergave van Linnaeus' werken was. Ook schreef Darwin de Economy of Vegetation. De twee werken werden samen in de The Botanic Garden gepubliceerd.

### Zoonomia
Darwins belangrijkste wetenschappelijke werk de Zoonomia (1794-1796) bevat een systeem van pathologie en een hoofdstuk over "Generation". In dit hoofdstuk anticipeerde hij een deel van de standpunten van Jean-Baptiste Lamarck, die de voorbode waren van de moderne evolutietheorie. Erasmus Darwins werken werden gelezen en becommentarieerd door zijn kleinzoon, de wereldberoemde naturalist Charles Darwin. Erasmus Darwin baseerde zijn theorieën op David Hartleys psychologische theorie van het associationisme. De essentie van zijn standpunten komt tot uiting in de volgende passage, die hij opvolgt met de conclusie dat een en dezelfde soort van levend filament de oorzaak van al het organisch leven is geweest:

Zou het te ver voeren om zich voor te stellen dat in de grote lengte van de verlopen tijd sinds het ontstaan van de aarde, misschien wel miljoenen eeuwen voor het begin van de geschiedenis van de mensheid, zou het te ver voeren om zich voor te stellen dat alle warmbloedige dieren ontstaan zijn uit een levend filament, dat DE GROTE EERSTE OORZAAK met dierlijkheid begiftigde, met de kracht om zich nieuwe onderdelen te verwerven, die worden uitgerust met nieuwe neigingen, geregisseerd door irritaties, gevoelens, wilsuitingen en associaties; en dus het bezit van de faculteit om zich te blijven verbeteren door eigen inherente activiteit, en van het doorgeven van deze verbeteringen aan haar nageslacht, een wereld zonder einde!

Erasmus Darwin anticipeerde in de Zoönomia ook op de natuurlijke selectie, vooral bij het schrijven over de "drie grote objecten van verlangen" voor elk organisme: "Lust, honger en veiligheid" Een andere met een opmerkelijke vooruitziende blik geschreven passage in de Zoonomia die betrekking heeft op de natuurlijke selectie zijn Erasmus' gedachten over hoe een soort zichzelf verspreidt. Erasmus' idee dat "de sterkste en meest actieve dieren de soorten zouden moeten voortzetten, die daarop verbeterd zouden worden", waren bijna identiek aan de toekomstige theorie van de survival of the fittest.
De Katholieke Kerk plaatste de Zoonomia op de lijst van verboden boeken, vanwege het materialisme ervan.
Erasmus Darwin was bekend met het vroegere proto-evolutionaire denken van James Burnett, Lord Monboddo. Hij citeerde hem in zijn werk uit 1803 Temple of Nature.

### Gedicht over de evolutie
Erasmus Darwin bood de eerste glimp van zijn theorie van de evolutie indirect in een vraag aan het eind van een lange voetnoot in zijn populaire gedicht The Loves of the Plants (1789), dat in de jaren 1790 in verschillende edities opnieuw werd gepubliceerde als The Botanic Garden. Zijn poëtische concept was om de meeldraden (mannelijke) en de stamper (vrouwelijke) geslachtsorganen als bruid en bruidegom te vermenselijken. In deze strofe over de bloem Curcuma (ook vlas en geelwortel) de "jongeren" zijn de jongere exemplaren onvruchtbaar. Hij besteedde de voetnoot aan andere voorbeelden van geslachtsloze organen in bloemen, insectenkasten en ten slotte associeerde hij dit meer in het algemeen met veel populaire en bekende gevallen van rudimentaire organen (mannelijk tepels, de derde en vierde vleugels van vliegen, etc.)

het hof gemaakt met lange zorg, CURCUMA koud en verlegen 

ontmoet zij haar liefdevolle echtgenoot met afgewende ogen: 

Vier baardloze jongelingen zetten de verstokte schoonheid in beweging 

met de zachte aandacht van platonische liefde.

Darwins laatste lange gedicht, The Temple of Nature, werd in 1803 postuum gepubliceerd. Het gedicht had oorspronkelijk een andere titel, The Origin of Society. Het wordt beschouwd als zijn beste poëtische werk. Het concentreert zich op zijn eigen conceptie van evolutie. Het gedicht beschreef de voortgang van het leven van micro-organismen naar de beschaafde samenleving.
Zijn poëzie werd bewonderd door Wordsworth, hoewel Coleridge intens kritisch was. Hij schreef: "I absolutely nauseate Darwin's poem".
In dit werk verwees Darwin vaak naar zijn interesses in de natuurwetenschap, bijvoorbeeld de botanie en stoommachines.

### Onderwijs aan vrouwen
De laatste twee bladzijden van Darwins A plan for the conduct of female education in boarding schools (1797) bevatte een boekenlijst, een apologie voor het werk en een advertentie voor "Miss Parkers School". De school waarvoor op de laatste bladzijde werd geadverteerd is degene die hij in Ashbourne, Derbyshire oprichtte voor zijn twee buitenechtelijke kinderen, Susanna en Maria (uit zijn relatie met Mary Parker).
Darwin betreurde het dat er in zijn tijd in Groot-Brittannië geen goede opleiding voor vrouwen bestond. Bij het organiseren van zijn gedachten baseerde hij zich op de werken van Locke, Rousseau en Genlis. Bij het beschrijven van de ideale opvoeding van meisjes uit de middenklasse stelde Darwin dat liefdesromans ongepast waren en dat zij eenvoudig gekleed moesten zijn. Hij stelde dat jonge vrouwen op scholen moeten worden opgeleid in plaats van thuis privé-onderwijs te krijgen. Op die scholen zouden vakken als fysionomie, lichaamsbeweging, plantkunde, scheikunde, mineralogie en experimentele filosofie moeten worden gegeven. Ook zouden zij vertrouwd moeten raken met kunst en productiebedrijven dit door middel van bezoeken aan plaatsen zoals bijvoorbeeld Coalbrookdale en de pottenbakkerijen van Wedgwood; ook moesten zij met geld leren omgaan en moderne talen leren. Darwins onderwijsfilosofie was van mening dat mannen en vrouwen verschillende, maar complementaire capaciteiten, vaardigheden en interessesferen hadden. In de context van zijn tijd kan Darwins programma als een moderniserende invloed worden gezien.

## Enkele werken van Erasmus Darwin
- A system of vegetables, according to their classes... (1783) - Vertaling van een publicatie van Carl Linnaeus.
- The families of Plants with their natural characters… (1787) - Vertaling van een publicatie van Carl Linnaeus.
- The botanic garden. A Poem in two parts. Part I, The economy of vegetation (1791). Part II, The Loves of the Plants (1789). - In gedicht vorm.
- Zoonomia, or, the laws of organic life (1794-96).
- A plan for the conduct of female education in boarding schools (1797).
- Phytologia, or the philosophy of agriculture and gardening (1800).
- The temple of nature or the origin of society (1803) - In gedichtvorm.

## Voetnoten
1. ↑  Allen, Richard C., 1999.. David Hartley on human nature. Albany, N.Y.: SUNY Pers. ISBN 0-7914-4233-0
2. 1 2 3  Erasmus Darwin, Zoonomia: Project Gutenberg tekst XXIX.4.8
3. ↑  Mariano Artigas, Thomas F. Glick en Rafael A. Martínez, Negotiating Darwin. The Vatican Confronts Evolution, 1877–1902, 2006, p. 14. Gearchiveerd op 1 juli 2023.
4. ↑  Uglow, Jenny, Sexing the plants. The Guardian (21 september 2002).
5. ↑  DNB-artikel over Erasmus Darwin.

- Bibsys: 90247878
- Biblioteca Nacional de España: XX1301780
- Bibliothèque nationale de France: cb120977765 (data)
- CiNii: DA01010032
- Gemeinsame Normdatei: 118671049
- International Standard Name Identifier: 0000 0000 8339 0630
- Library of Congress Control Number: n50037924
- Nationale Bibliotheek van Letland: 000141684
- Bibliotheek van het Japanse parlement: 00620558
- Nationale Bibliotheek van Tsjechië: nlk20000083979
- Nationale bibliotheek van Australië: 35033441
- Nationale Bibliotheek van Israël: 987007260279405171
- Nationale Bibliotheek van Polen: a0000002128251
- Nederlandse Thesaurus van Auteursnamen: 068936656
- Réseau des bibliothèques de Suisse occidentale: 02-A003155643
- Istituto Centrale per il Catalogo Unico: PAVV075854
- LIBRIS: 183441
- SNAC: w6xg9rsv
- Système universitaire de documentation: 029327687
- Trove: 806019
- Union List of Artist Names: 500355025
- Virtual International Authority File: 7419078
- WorldCat: E39PBJhmFyF3bwkTpQTqGrckjC